# Grčko-arijski jezik
Grčko-arijski jezik ili Grčko-armensko-arijski jest hipotetska grana indoeuropske jezične obitelji iz koje bi se, po hipotezi, razvili grčki, armenski i indoiranski jezici. Trebao se odvojiti od indoeuropskoga prajezika u trećem tisućljeću prije Krista. 

## Moguća pradomovina
Unutar hipoteze o stepskom podrijetlu Indoeuropljana grčko-arijski također je poznat kao kasni indoeuropski prajezik kako bi se sugeriralo da grčko-arijski tvori skupinu narječja koja odgovara posljednjim stadijima ujedinjenosti u indoeuropskoj pradomovini u ranom 3. tisućljeću prije Krista. Do 2500. pr. Kr. grčki prajezik i indoiranski prajezik razdvojili su se otišavši zapadno (grčki) i istočno (indoiranski) od pontsko-kaspijske stepe.
Ako je grčko-arijski validna grupa, Grassmannov zakon možda je potekao iz istoga izvora u grčkome i sanskrtu. Ipak, Grassmannov zakon u grčkome je došao nakon nekih glasovnih promjena koje su se dogodile samo u grčkome, ne i u sanskrtu, a to pokazuje da nije mogao biti naslijeđen iz grčko-arijskoga prajezika. Veća je mogućnost da je riječ o obilježju područja u tada prostorno povezanim grčko-arijskim jezicima. To bi se dogodilo kada su se grčki i indoiranski prajezici već odvojili u narječja, ali prije nego što su prestali biti u dodiru.

## Rasprava
Wolfram Euler dao je dokaze postojanja grupe 1979. proučavanjem sličnosti u grčkoj i sanskrtskoj deklinaciji imenica. Na grčko-arijski posebno se poziva u proučavanju komparativne mitologije, primjerice u radovima Martina Litchfielda Westa (1999.) i Calverta Watkinsa (2001.).
Uglavnom odbijena hipoteza grčko-armenskoga ponekad se ubacuje u grčko-arijski tvoreći grčko-armensko-arijski jezik koji bi se dijelio na grčki prajezik i na armensko-arijsku grupu, navodni predak armenskoga i indoiranskog.
Hipotezu grčko-arijskoga uglavnom podržavaju indoeuropeisti koji podržavaju i armenski hipotezu pradomovine prema kojoj se pradomovine indoeuropskoga nalazi na Armenskoj visoravni.